# Faronta limitata
Faronta limitata är en fjärilsart som beskrevs av Smith 1902. Faronta limitata ingår i släktet Faronta och familjen nattflyn. Inga underarter finns listade i Catalogue of Life.